# Dicorynia guianensis
Dicorynia guianensis är en ärtväxtart som beskrevs av Gerda Jane Hillegonda Amshoff. Dicorynia guianensis ingår i släktet Dicorynia och familjen ärtväxter. Inga underarter finns listade i Catalogue of Life.

## Bildgalleri

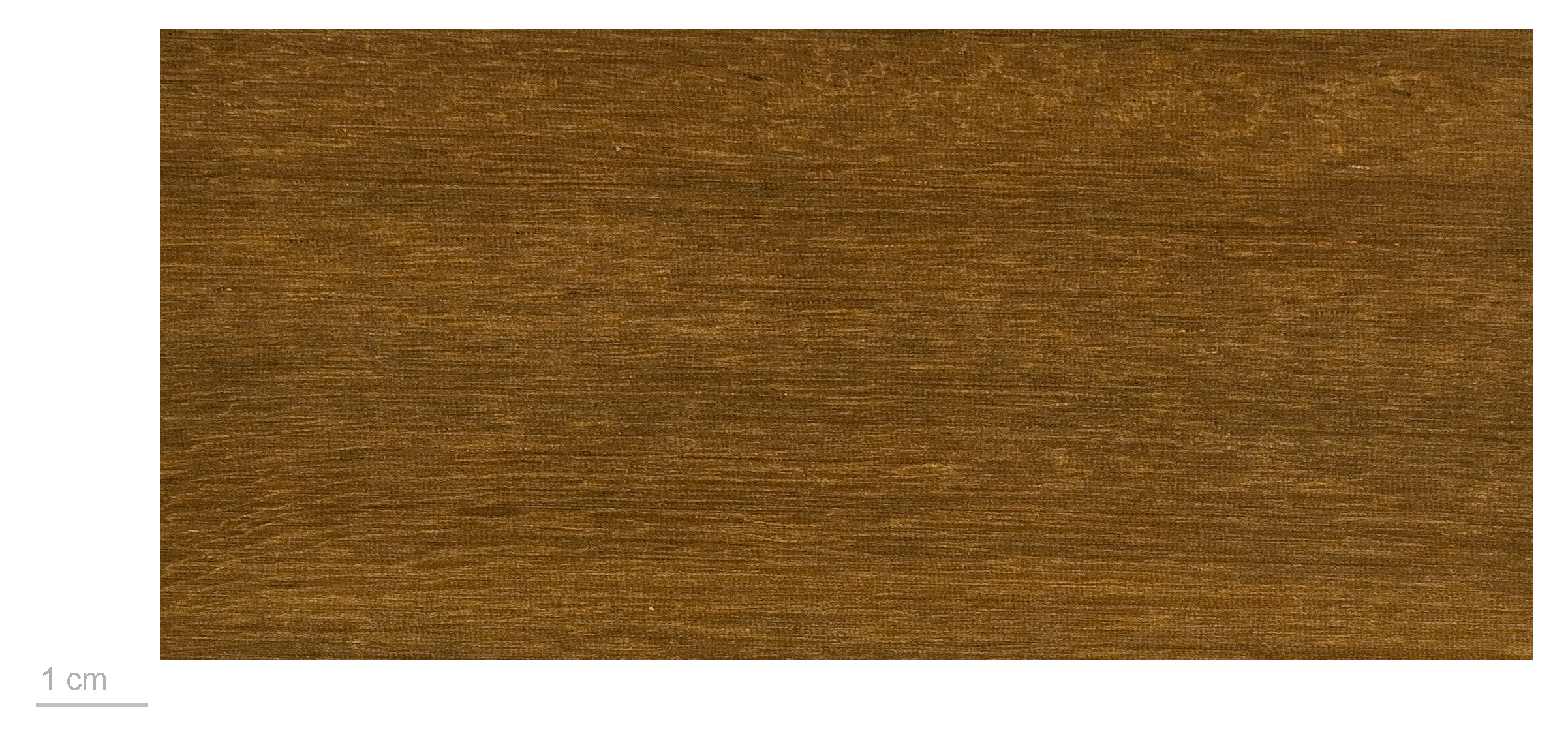